# Flugschule

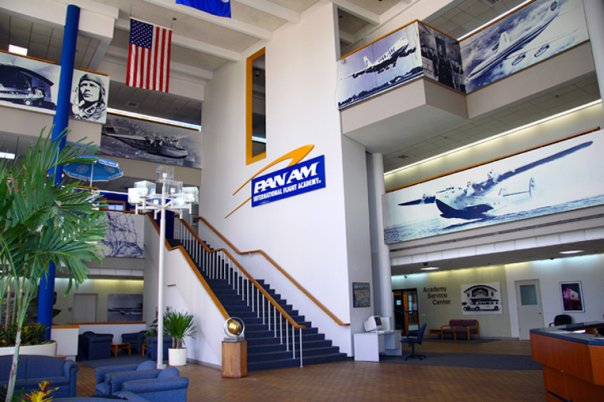
Pan Am International Flight Academy, Miami – Lobby

Eine Flugschule ist eine Institution, die es Interessierten ermöglicht, die Handhabung und Führung eines Fluggerätes zu erlernen oder bereits vorhandene Kenntnisse zu vertiefen. Die Ausbildung der Flugschüler erfolgt in Theorie und Praxis durch Fluglehrer. Dabei wird die praktische Handhabung des Fluggeräts in Flugstunden auf Schulflugzeugen und in Flugsimulatoren erlernt.
Flugschulen, die ihre Flugschüler auf den Einsatz in einem Verkehrsflugzeug vorbereiten, werden als Verkehrsfliegerschulen bezeichnet. Verkehrsfliegerschulen benötigen in der Europäischen Union die Zulassung als Approved Training Organisation (ATO). Flugschulen können wirtschaftlich selbstständig arbeitende Unternehmen, eine Abteilung einer Fluggesellschaft oder eines Vereins oder eine staatliche Einrichtung (etwa Teil einer Luftwaffe) sein.

## Geschichte

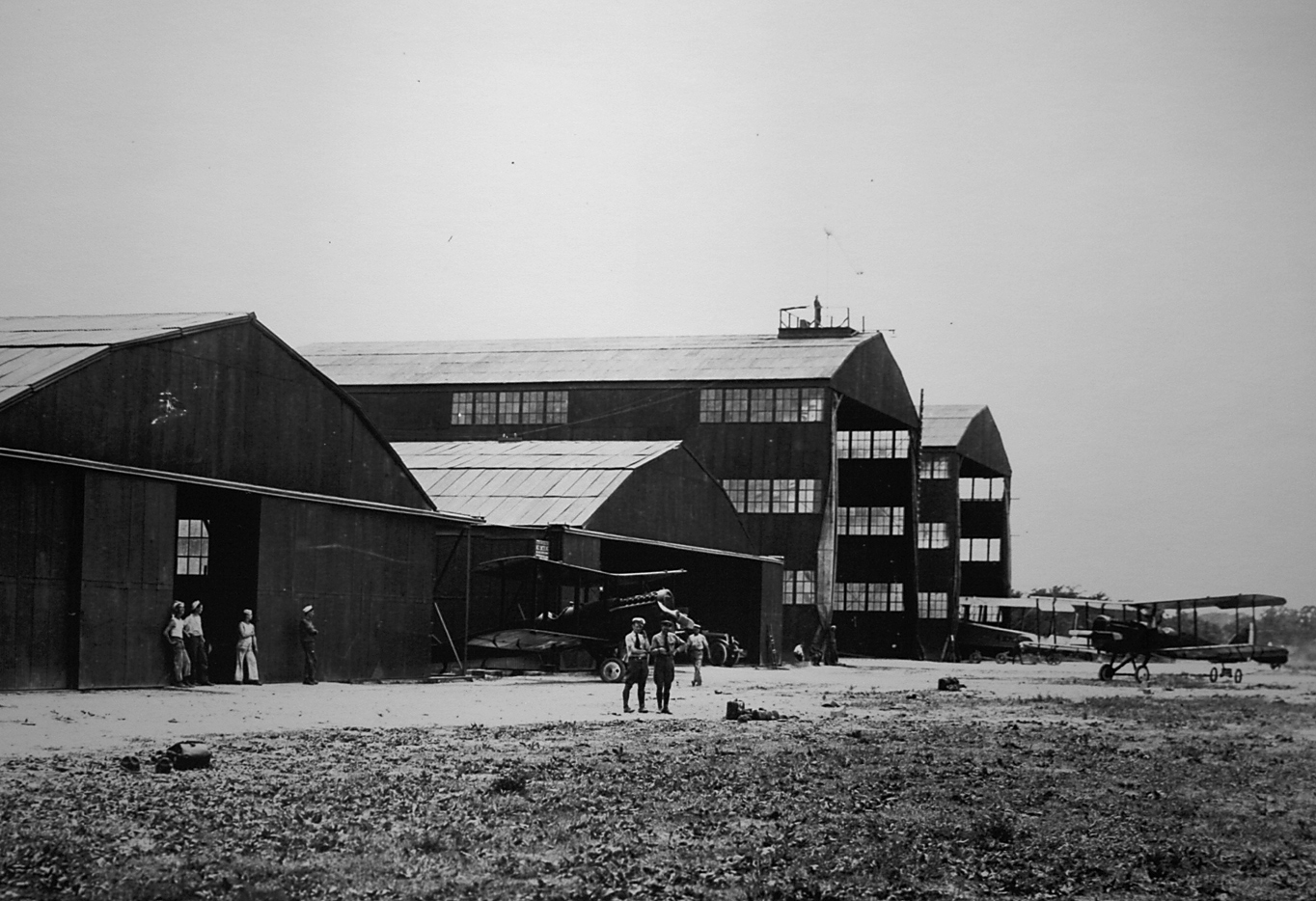
Flugschule der US-Marineflieger um 1920

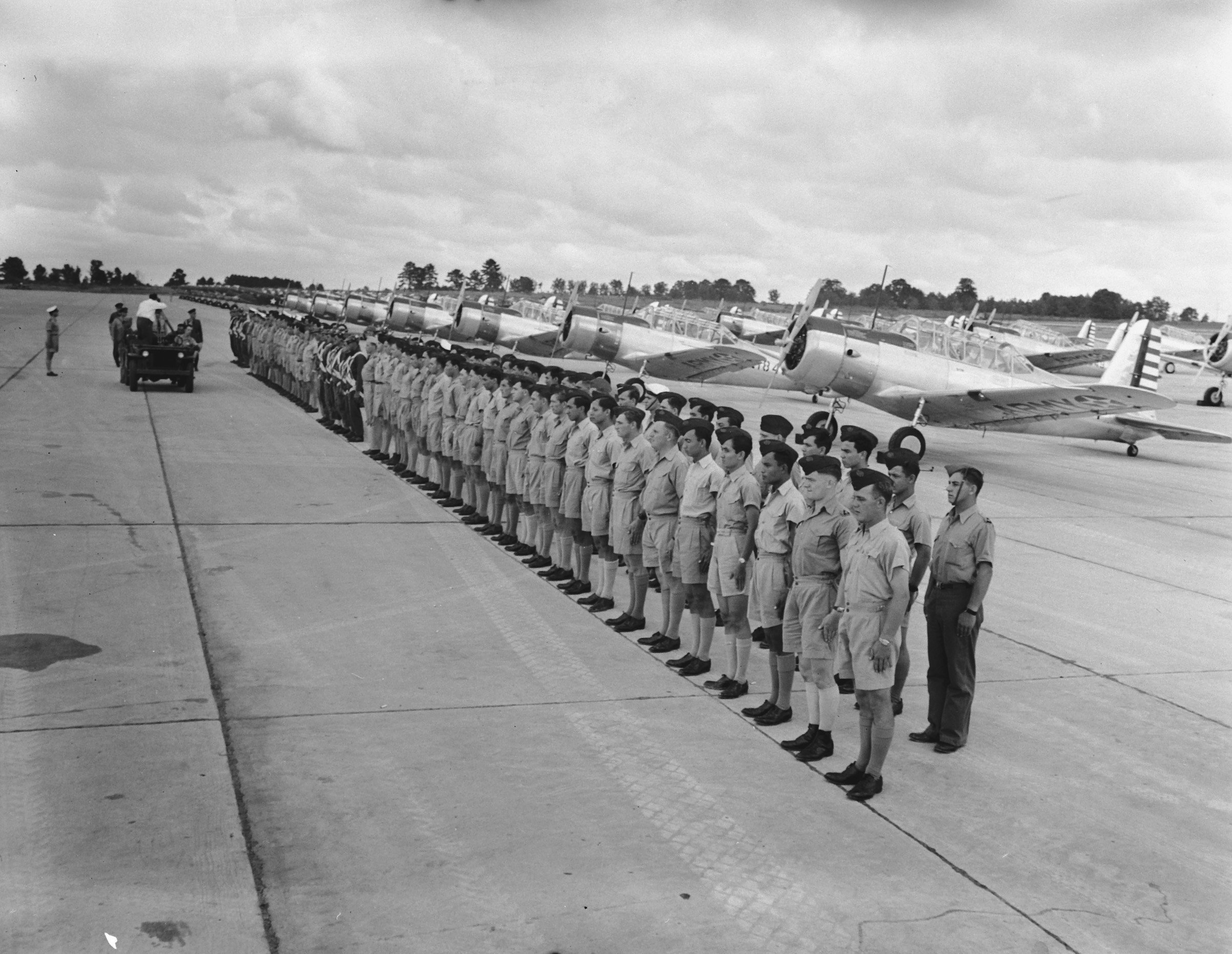
Königlich Niederländische Militärflugschule im Zweiten Weltkrieg in den USA

Die Armée de l’air (Französische Luftstreitkräfte) ist eine der ältesten Luftstreitkräfte der Welt. Ihre Anfänge reichen zurück bis ins Jahr 1909, formell bis 1912, als die neugeschaffene Aéronautique Militaire in die Streitkräfte eingegliedert wurden. Sie hatte zu Beginn des Ersten Weltkriegs 132 Flugzeuge.
Am 12. Juli 1909 beschaffte das französische Kriegsministerium das erste von fünf als „Aérostats“ bezeichneten Flugzeugen, einen Wright-Doppeldecker. Ab Dezember 1909 sandte das Kriegsministerium Offiziere und Unteroffiziere aller Truppengattungen, vor allem aber Pioniere und Artilleristen, als Flugschüler (élèves-pilotes) nach Reims, wo die Grande Semaine d’Aviation de la Champagne im August 1909 stattgefunden hatte, und nach Bron.
Zunächst wurden zivile und Militärpiloten einheitlich ausgebildet; 1910 führte der Generalstab eine Militärfluglizenz ein. Das Militärflugabzeichen N°1 erwarb Lieutenant Charles de Tricornot de Rose an der Blériot-Flugschule in Pau in Südwestfrankreich, wo ein Jahr zuvor die Gebrüder Wright die weltweit erste Flugschule eröffnet hatten.
In Großbritannien wurde die militärische Nutzbarkeit des Fliegens früh erkannt: Im Mai 1890 wurde die Ballon-Einheit der Royal Engineers gegründet. In Eastchurch in der Grafschaft Kent eröffnete die britische Marine im Dezember 1911 eine Flugschule.
Auf Grund einer königlichen Anordnung gründete das britische Militär am 13. April 1912 das Royal Flying Corps (RFC). Zum RFC gehörte eine Armee-, eine Marine- und eine Reserveeinheit, eine zentrale Flugschule in Upavon, Wiltshire, und die königlichen Flugzeugwerke in Farnborough. Am 13. Mai 1912 wurde die Ballon-Einheit der Royal Engineers dem RFC unterstellt.
Österreich-Ungarn: siehe k.u.k. Luftfahrtruppen
Italien:
1909 begann der italienische Hauptmann Maurizio Mario Moris, sich für die neue Flugzeugtechnik zu interessieren. Er erwirkte einen Besuch des amerikanischen Luftfahrtpioniers Wilbur Wright, der am 15. April 1909 auf dem Wiesengelände in Centocelle bei Rom eintraf und in den folgenden Tagen 67 Flüge durchführte und dabei insgesamt 19 Passagiere transportierte.
Hier entstand im Januar 1910 vorläufig auch der erste Flugplatz und die erste Flugschule Italiens. Sie bildete Militärpiloten und Zivilpiloten aus. Die militärischen Einrichtungen dort wurden bald darauf aufgegeben und stattdessen zwei neue in Aviano (Region Friaul-Julisch Venetien) und Cascina Malpensa (Region Lombardei) eingerichtet. Näheres hier.
In Spanien wurde am 2. April 1910 durch ein königliches Dekret die 
militärische Luftfahrt in Spanien ins Leben gerufen.
In Australien wurde am 22. Oktober 1912 das Australian Flying Corps gegründet. Nach dem Ende des Ersten Weltkrieges entstand daraus die Royal Australian Air Force.
In anderen Ländern war der Beginn des Ersten Weltkriegs Anlass für den Aufbau oder Ausbau von Luftstreitkräften, z. B. in der Schweiz.
Die Fliegerschule Wasserkuppe, (seit 1922 in Deutschland auf der Wasserkuppe (Rhön)) ist wohl eine der ältesten bis heute betriebenen Flugschulen der Welt.

## Flugschulen in der Europäischen Union

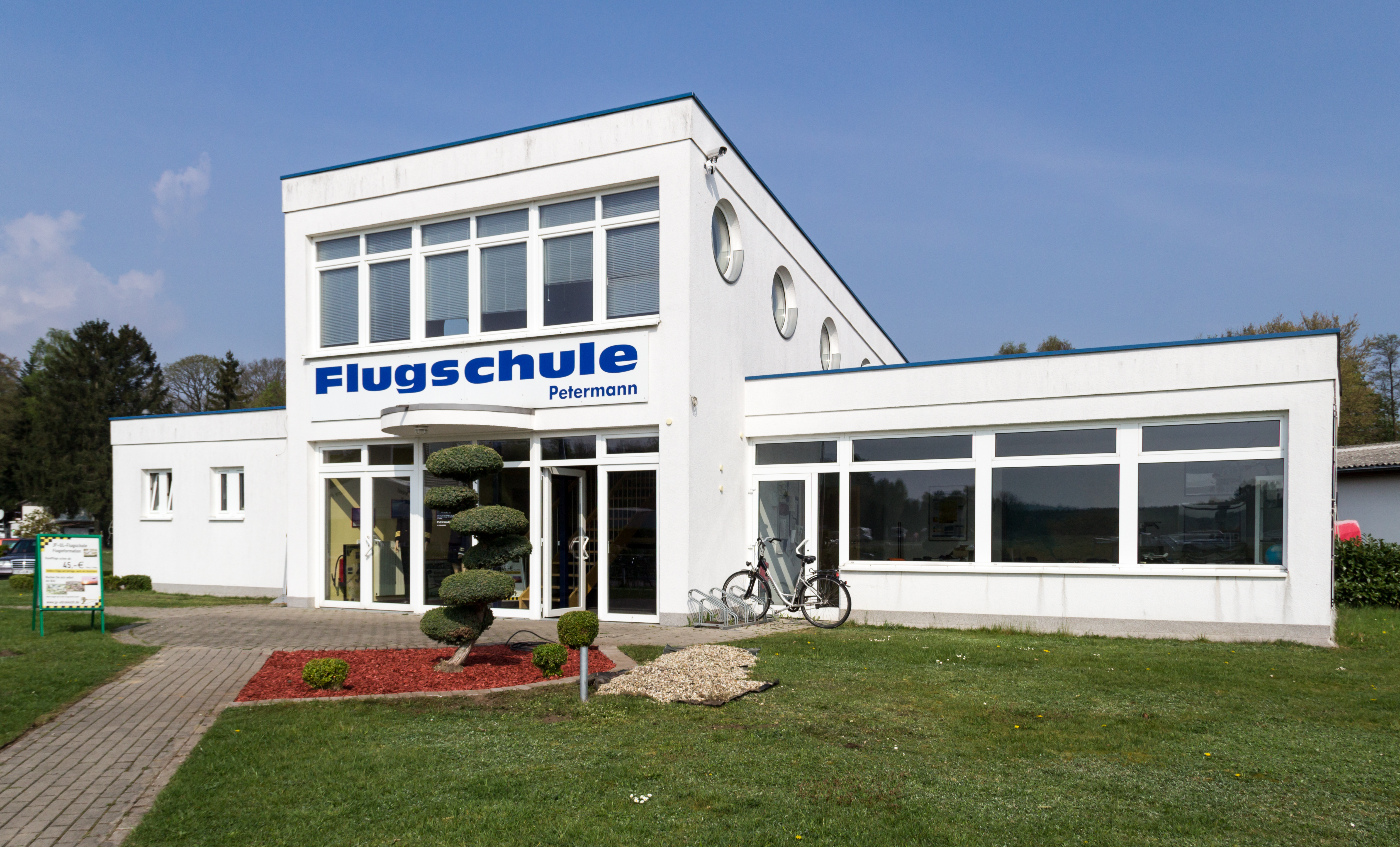
Flugschule in NRW, 2014

Grundsätzlich gibt es bei den EASA-Mitgliedsstaaten zwei unterschiedliche Flugschulen:
- Zugelassene Ausbildungsorganisation, (englisch Approved Training Organisation) ATO, welche einen umfangreichen Genehmigungsprozess durchlaufen und alle Arten von Luftfahrzeugführern, insbesondere auch Berufspiloten und Verkehrspiloten ausbilden, z. B. Verkehrsfliegerschulen.
- Erklärte Ausbildungsorganisation, (englisch Declared Training Organisation) DTO, welche bis zur Privatpilotenlizenz und nur im Sichtflug ausbilden dürfen. Als Beispiel sind hier die kleinen Flugschulen der Luftsportvereine genannt.[4]

## Bekannte Flugschulen und Trainingszentren
- Deutsche Verkehrsfliegerschule
- Fachschule für Luftfahrzeugführer
- Lufthansa Flight Training
- Aerotours Flight Training
- Aero-Beta Flight Training
- FFH Südwestdeutsche Verkehrsfliegerschule
- Verband deutscher Verkehrsfliegerschulen – VDV